# 마가렛 (2011년 영화)
《마가렛》(영어: Margaret)은 2011년 공개된 미국의 심리 드라마 영화이다. 케네스 로너건의 두 번째 장편 영화 연출작으로, 로너건이 직접 각본을 썼다. 애나 패퀸, 맷 데이먼, 마크 러펄로, J. 스미스캐머런, 키런 컬킨, 올리비아 설비, 로즈마리 디윗 등이 출연하였다. 영화 제목은 영화 속 수업 시간에 다뤄지는 제라드 맨리 홉킨스의 시에 등장하는 소녀 이름에서 따온 것이다.

## 줄거리
맨해튼 어퍼웨스트사이드의 버스 기사 제럴드는 바로 옆을 달리는 17살 고등학생 리사와 대화를 나누다가 주의가 흐트러져 행인 모니카를 친다. 자신의 품 안에서 모니카가 숨을 거두자 죄책감에 휩싸인 리사는 그 분노를 엄마에게 쏟아낸다. 리사는 모니카의 사촌, 절친과 함께 메트로폴리탄 트랜스포테이션 오소리티를 상대로 이미 전에 몇 차례 유사 사고를 일으킨 제럴드의 해고와 손해 배상금을 요구하는 불법사망 소송에 들어간다.

## 출연
- 애나 패퀸 - 리사 코언 역
- J. 스미스캐머런 - 조앤 코언 역
- 장 레노 - 라몬 카메론 역
- 지니 벌린 - 에밀리 스미스 역
- 앨리슨 재니 - 모니카 패터슨 역
- 매슈 브로더릭 - 존 앤드루 밴태슬 역
- 키런 컬킨 - 폴 허시 역
- 마크 러펄로 - 제럴드 머레티 역
- 맷 데이먼 - 에런 케이지 역
- 세라 스틸 - 베키 역
- 존 갤러거 주니어 - 대런 로디퍼 역
- 브리트니 언더우드 - 레슬리 역
- 조시 해밀턴 - 빅터 역
- 로즈마리 디윗 - 머레티 부인 역
- 올리비아 설비 - 모니카 슬론 역
- 케네스 로너건 - 칼 역
- 마이클 일리 - 변호사 데이브 역
- 애덤 러페브러 - 롭 역
- 크리스틴 리터 - 점원 역
- 매슈 부시 - 커트 역